# ديمو بورجير
ديمو بورجير Dimmu Borgir [3] بالإنجليزية) هي فرقة نرويجية لل black metal من أوسلو، النرويج، شُكلت في عام 1993. ديمو بورجير Dimmu Borgir تعني «المدن المظلمة» أو «القلاع المظلمة» في الأيسلندية والنورس القديمة. الاسم مشتق من تكوين بركاني في آيسلندا، Dimmuborgir. الفرقة قد تم فيها العديد من التغييرات على مر السنين؛ Silenoz عازف الإيتار والمغني Shagrath هم من الأعضاء المؤسسين الوحيدين المتبقين.

## روابط خارجية
- ديمو بورجير على موقع ميوزك برينز (الإنجليزية)
- ديمو بورجير على موقع أول ميوزيك (الإنجليزية)
- ديمو بورجير على موقع ديسكوغز (الإنجليزية)